# 夏もの
『夏もの』（なつもの）は、日本の音楽グループAAAの15枚目のシングル。2007年7月18日にavex traxから発売された。

## 概要
- 前作『唇からロマンチカ/That's Right』から約2か月での発売となる[1]。
- 「CD ONLY」(AVCD-31249、CDに「ハリケーン・リリ、ボストン・マリ-People of the sun MIX-」が収録)、「CD+DVD A」(AVCD-31246/B、DVDには「SUNSHINE」のPVを収録）、「CD+DVD B」(AVCD-31247/B、DVDには「No End Summer」のPVを収録）、「CD+DVD C」(AVCD-31248/B、DVDには「花火」のPVを収録）の4種類での発売となる。
- 両A面シングルは、『ソウルエッジボーイ／キモノジェットガール』、『Black&White』、『Get チュー!／SHEの事実』『唇からロマンチカ／That's Right』の4枚が発売されているが、トリプルA面シングルは、このシングルが初めてである。
- 2007年6月11日に後藤友香里のAAA脱退が公式ホームページで発表されてから発売される初めてのCDである。後藤はこの作品に参加していない。
- 『夏もの』購入者特典として、トレーディングカードがプレゼントされた。対象店舗、トレーディング･カードver.、種類数は以下のとおりである。
  - 新星堂 全店：SUNSHINE ver.
各メンバー個人ショット7パターン、集合1パターンの全8種
  - TOWER RECORDS 全店：4th ATTACK LIVE ver.
各メンバー個人ショット7パターンの全7種
  - TSUTAYA RECORDS 全店：No End Summer ver.&花火ver.
各メンバー個人ショット7パターン、男性メンバー集合1パターン、女性メンバー集合1パターンの全9種

## 収録曲

### SUNSHINE
- AAAメンバー7人全員が参加している曲。
- このプロモーションビデオの撮影中にたこがつれた。
- 『スポーツうるぐす』テーマソングには2枚目のシングル「Friday Party」が採用されたこともあり、本作の「SUNSHINE」はAAAとしては2回目となる。
- 2007年6月13日より、新・オンガク生活“ミュゥモ”にて「SUNSHINE」の着うたが先行配信された。
- この曲で『HEY!HEY!HEY! MUSIC CHAMP』に出演し、ゴールデンタイムに初めて登場した。
- 2020年9月18日、宇野実彩子が自身のYouTubeチャンネルに「SUNSHINE」の“歌ってみた”動画を公開した[2]。

### No End Summer
- AAA男子メンバー5人で歌う曲。AAAの曲でソロパートを与えられる男子メンバーは、ほとんどの曲でボーカルが西島隆弘と浦田直也、ラップが日高光啓であるが、この曲では1番のサビ部分に末吉秀太、2番のサビ部分に與真司郎のソロパートが与えられている。

### 花火
- 宇野実彩子と伊藤千晃との二重唱。プロモーションビデオでは2人の浴衣姿を見ることができる[3]。

## 収録内容

### CD+DVD SUNSHINEバージョン
CD
1. SUNSHINE (3:56)
（作詞:Delicatessen　作曲・編曲:Hyoutan）
『スポーツうるぐす』（日本テレビ系）2007年6～7月度テーマソング
2. No End Summer (3:57) 
（作詞:MIZUE　作曲:原一博　編曲:REO）
3. 花火(4:48)
（作詞:川原京　作曲・編曲:小西貴雄）
4. SUNSHINE (Instrumental) (3:56)
5. No End Summer (Instrumental) (3:57)
6. 花火 (Instrumental) (4:44)

DVD
1. SUNSHINE (Music Clip) (4:49)

### CD+DVD No End Summerバージョン
CD
1. SUNSHINE
2. No End Summer
3. 花火
4. SUNSHINE (Instrumental)
5. No End Summer (Instrumental)
6. 花火 (Instrumental)

DVD
1. No End Summer (Music Clip)

### CD+DVD 花火バージョン
CD
1. SUNSHINE
2. No End Summer
3. 花火
4. SUNSHINE (Instrumental)
5. No End Summer (Instrumental)
6. 花火 (Instrumental)

DVD
1. 花火 (Music Clip)

### CD ONLY
CD
1. SUNSHINE (3:56)
2. No End Summer (3:57)
3. 花火 (4:47)
4. ハリケーン・リリ、ボストン・マリ [People of the sun MIX] (4:13)
5. SUNSHINE (Instrumental) (3:56)
6. No End Summer (Instrumental) (3:57)
7. 花火 (Instrumental) (4:44)